# مدیش‌هازا
مدیش‌هازا (به مجاری:  Medgyesegyháza) یک منطقهٔ مسکونی در مجارستان است که در ناحیه مزوکواچ‌هازا واقع شده و ۶۴٫۳۲ کیلومتر مربع مساحت و ۳٬۵۵۸ نفر جمعیت دارد.

## خواهرخوانده
شهر کلاروو خواهرخواندهٔ مدیش‌هازا هست.